# Danh sách chính khách LGBT ở Anh Quốc
Sau đây là danh sách những người đồng tính nam, đồng tính nữ, song tính và/hoặc chuyển giới đã được bầu làm nghị sĩ Viện Thứ dân Vương quốc Anh, Liên minh châu Âu, các nghị viện và hội đồng khác của Vương quốc Anh, nghị viện của các quốc gia trước Vương quốc Anh và cả các nghị sĩ Viện Quý tộc không được bầu cử.
Sau cuộc tổng tuyển cử năm 2019, quốc hội Vương quốc Anh có số lượng thành viên tự nhận bản thân là LGBT lớn nhất của bất kỳ cơ quan lập pháp quốc gia nào trên toàn thế giới.

## Viện Thứ dân
| Đảng                       | Đảng                     | Chân dung                    | Tên                     | Khu vực bầu cử                                                              | Nhiệm kỳ                                                                          | Lý do để rời | Ghi chú                         |
| -------------------------- | ------------------------ | ---------------------------- | ----------------------- | --------------------------------------------------------------------------- | --------------------------------------------------------------------------------- | --- | ------------------------------- |
|                            | Độc lập                  |                              | Fulke Greville          | Warwickshire                                                                | 1581–1621                                                                         | Từ chức để gia nhập Viện Quý tộc (với tư cách là Lãnh chúa Brooke)                                                  | [ 2 ] [ 3 ]                     |
|                            | Độc lập                  |                              | Philip Sidney           | Shrewsbury & Kent                                                           | 1582–1586                                                                         | Tử trận | [ 4 ] [ 5 ] [ 6 ]               |
|                            | Độc lập                  |                              | Anthony Bacon           | Wallingford                                                                 | 1593–1598                                                                         | Không tranh cử | [ 8 ] [ 9 ]                     |
|                            | Tory                     |                              | Edward Hyde             | Wiltshire & Christchurch                                                    | 1685–1701                                                                         | Từ chức để làm Thống đốc New Jersey ở Bắc Mỹ thuộc Anh (sau đó gia nhập Viện Quý tộc với tư cách Bá tước Clarendon) | [ 10 ]                          |
|                            | Whig                     |                              | John Hervey             | Bury St Edmunds                                                             | 1725–1733                                                                         | Từ chức để gia nhập Viện Quý tộc (với tư cách Nam tước Hervey)                                                      | [ 11 ] [ 12 ] [ 13 ]            |
|                            | Whig                     |                              | Stephen Fox-Strangways  | Shaftesbury                                                                 | 1726–1741                                                                         | Từ chức để gia nhập Viện Quý tộc (với tư cách Bá tước Ilchester)                                                    | [ 11 ] [ 12 ] [ 13 ]            |
|                            | Tory                     |                              | George Germain          | Dover & East Grinstead                                                      | 1741–1782                                                                         | Từ chức để gia nhập Viện Quý tộc (với tư cách là Tử tước Sackville)                                                 | [ 14 ] [ 15 ] [ 16 ]            |
|                            | Whig                     |                              | Horace Walpole          | Callington, Castle Rising & Kings Lynn                                      | 1741–1768                                                                         | Không tranh cử (sau đó gia nhập Viện Quý tộc với tư cách Bá tước Orford)                                            | [ 17 ] [ 18 ] [ 19 ] [ 20 ]     |
|                            | Tory                     |                              | John Tylney             | Malmesbury                                                                  | 1761–1768                                                                         | Từ chức | [ 21 ] [ 22 ]                   |
|                            | Tory                     |                              | Edward Onslow           | Aldborough                                                                  | 1780–1781                                                                         | Từ chức | [ 23 ] [ 24 ]                   |
|                            | Whig                     |                              | William Thomas Beckford | Wells                                                                       | 1784–1795                                                                         | Từ chức | [ 25 ]                          |
| Hindon                     | Whig                     | 1806–1820                    | William Thomas Beckford | Không tranh cử                                                              |                                                                                   | | [ 25 ]                          |
|                            | Tory                     |                              | Charles Price           | Thành phố London                                                            | 1802–1812                                                                         | Không tranh cử | [ 26 ]                          |
|                            | Tory                     |                              | William John Bankes     | Truro                                                                       | 1810–1812                                                                         | Không tranh cử | [ 25 ] [ 27 ] [ 28 ] [ 28 ]     |
| Cambridge University       | Tory                     | 1822–1826                    | William John Bankes     | Thất cử                                                                     |                                                                                   | | [ 25 ] [ 27 ] [ 28 ] [ 28 ]     |
| Marlborough & Dorset       | Tory                     | 1830–1835                    | William John Bankes     | Không tranh cử                                                              |                                                                                   | | [ 25 ] [ 27 ] [ 28 ] [ 28 ]     |
|                            | Whig                     |                              | Henry Grey Bennet       | Shrewsbury                                                                  | 1811–1826                                                                         | Không tranh cử | [ 29 ] [ 30 ]                   |
|                            | Tory                     |                              | Richard Heber           | Oxford University                                                           | 1821–1826                                                                         | Không tranh cử | [ 31 ]                          |
|                            | Whig                     |                              | Robert King             | County Cork                                                                 | 1826–1832                                                                         | Thất cử | [ cần dẫn nguồn ]               |
|                            | Tory                     |                              | Henry Lygon             | West Worcestershire                                                         | 1853–1863                                                                         | Từ chức để gia nhập Viện Quý tộc (với tư cách Bá tước Beauchamp)                                                    | [ 32 ] [ 33 ] [ 34 ]            |
|                            | Tự do                    |                              | Arthur Clinton          | Newark                                                                      | 1865–1868                                                                         | Không tranh cử | [ 35 ] [ 36 ]                   |
|                            | Tự do                    |                              | Ronald Gower            | Sutherland                                                                  | 1867–1874                                                                         | Không tranh cử | [ 37 ] [ 38 ] [ 39 ]            |
|                            | Bảo thủ                  |                              | James Agg-Gardner       | Cheltenham                                                                  | 1874–1880                                                                         | Thất cử | [ 40 ]                          |
| 1885–1895                  | Bảo thủ                  | Không tranh cử               | James Agg-Gardner       | Cheltenham                                                                  |                                                                                   | | [ 40 ]                          |
| 1900–1906                  | Bảo thủ                  | Thất cử                      | James Agg-Gardner       | Cheltenham                                                                  |                                                                                   | | [ 40 ]                          |
| 1911–1928                  | Bảo thủ                  | Qua đời                      | James Agg-Gardner       | Cheltenham                                                                  |                                                                                   | | [ 40 ]                          |
|                            | Tự do                    |                              | Reginald Brett          | Penryn and Falmouth                                                         | 1880–1885                                                                         | Thất cử (sau đó gia nhập Viện Quý tộc với tư cách Tử tước Esher)                                                    | [ 41 ] [ 42 ]                   |
|                            | Tự do                    |                              | Cyril Flower            | Luton                                                                       | 1880–1892                                                                         | Không tranh cử (sau đó gia nhập Viện Quý tộc với tư cách là Lãnh chúa Battersea)                                    | [ 43 ] [ 44 ]                   |
|                            | Tự do                    |                              | Lewis Harcourt          | Rossendale                                                                  | 1904–1917                                                                         | Từ chức để gia nhập Viện Quý tộc (với tư cách Tử tước Harcourt)                                                     | [ 32 ] [ 45 ]                   |
|                            | Tự do                    |                              | David Charles Erskine   | West Perthshire                                                             | 1906–1910                                                                         | Không tranh cử | [ 46 ] [ 47 ]                   |
|                            | Lao động                 |                              | Victor Grayson          | Colne Valley                                                                | 1907–1910                                                                         | Thất cử | [ 48 ]                          |
|                            | Bảo thủ                  |                              | Philip Sassoon          | Hythe                                                                       | 1912–1939                                                                         | Qua đời | [ 49 ]                          |
|                            | Bảo thủ                  |                              | Malcolm Bullock         | Waterloo & Crosby                                                           | 1923–1953                                                                         | Từ chức | [ 50 ] [ 51 ]                   |
|                            | Tự do                    |                              | Arthur Hobhouse         | Wells                                                                       | 1923–1924                                                                         | Thất cử | [ 52 ] [ 53 ]                   |
|                            | Bảo thủ                  |                              | Victor Cazalet          | Chippenham                                                                  | 1924–1943                                                                         | Tử trận | [ 54 ]                          |
|                            | Bảo thủ                  |                              | Robert Boothby          | Aberdeen and Kincardine East & Aberdeenshire Eastern                        | 1924–1958                                                                         | Từ chức để gia nhập Viện Quý tộc (với tư cách Nam tước Boothby)                                                     | [ 55 ] [ 56 ] [ 57 ]            |
|                            | Bảo thủ                  |                              | Harry Crookshank        | Gainsborough                                                                | 1924–1956                                                                         | Từ chức để gia nhập Viện Quý tộc (với tư cách là Tử tước Crookshanks)                                               | [ 58 ]                          |
|                            | Lao động                 |                              | Hugh Dalton             | Peckham                                                                     | 1924–1931                                                                         | Thất cử | [ 59 ]                          |
| Bishop Auckland            | Lao động                 | 1935–1959                    | Hugh Dalton             | Không tranh cử (sau đó gia nhập Viện Quý tộc với tư cách Lãnh chúa Dalton)  |                                                                                   | | [ 59 ]                          |
|                            | Lao động                 |                              | Oliver Baldwin          | Dudley                                                                      | 1929–1931                                                                         | Thất cử | [ 60 ] [ 61 ]                   |
| Paisley                    | Lao động                 | 1945–1947                    | Oliver Baldwin          | Từ chức để gia nhập Viện Quý tộc (với tư cách Bá tước Baldwin xứ Bewdley)   |                                                                                   | | [ 60 ] [ 61 ]                   |
|                            | Bảo thủ                  |                              | Anthony Muirhead        | Bristol North                                                               | 1929–1939                                                                         | Tử trận | [ 62 ] [ 63 ]                   |
|                            | Quốc gia Tự do           |                              | Robert Bernays          | Bristol North                                                               | 1931–1945                                                                         | Tử trận | [ 64 ]                          |
|                            | Bảo thủ                  |                              | Ian Horobin             | Southwark Central                                                           | 1931–1935                                                                         | Thất cử | [ 65 ]                          |
| Oldham East                | Bảo thủ                  | 1951–1959                    | Ian Horobin             | Không tranh cử                                                              |                                                                                   | | [ 65 ]                          |
|                            | Bảo thủ                  |                              | Alan Lennox-Boyd        | Mid Bedfordshire                                                            | 1931–1960                                                                         | Từ chức để gia nhập Viện Quý tộc (với tư cách Tử tước Boyd xứ Merton)                                               | [ 66 ] [ 67 ]                   |
|                            | Bảo thủ                  |                              | James Thomas            | Hereford                                                                    | 1931–1955                                                                         | Từ chức để gia nhập Viện Quý tộc (với tư cách là Tử tước Cilcennin)                                                 | [ 68 ]                          |
|                            | Bảo thủ                  |                              | Paul Latham             | Scarborough and Whitby                                                      | 1931–1941                                                                         | Từ chức | [ 69 ] [ 70 ]                   |
|                            | Bảo thủ                  |                              | Ronald Tree             | Harborough                                                                  | 1933–1945                                                                         | Thất cử | [ 71 ] [ 72 ]                   |
|                            | Bảo thủ                  |                              | Ronald Cartland         | Birmingham King's Norton                                                    | 1935–1940                                                                         | Tử trận | [ 73 ] [ 74 ] [ 75 ]            |
|                            | Bảo thủ                  |                              | Henry Channon           | Southend & Southend West                                                    | 1935–1958                                                                         | Qua đời | [ 76 ]                          |
|                            | Bảo thủ                  |                              | John Macnamara          | Chelmsford                                                                  | 1935–1944                                                                         | Tử trận | [ 73 ] [ 77 ] [ 78 ]            |
|                            | Lao động                 |                              | Harold Nicolson         | Leicester West                                                              | 1935–1945                                                                         | Thất cử | [ 79 ] [ 80 ]                   |
|                            | Bảo thủ                  |                              | Victor Montagu          | South Dorset                                                                | 1941–1962                                                                         | Từ chức để gia nhập Viện Quý tộc (với tư cách Bá tước Sandwich)                                                     | [ 81 ]                          |
|                            | Lao động                 |                              | Tom Driberg             | Maldon                                                                      | 1942–1955                                                                         | Thất cử | [ 82 ]                          |
| Barking                    | Lao động                 | 1959–1974 (tháng 2)          | Tom Driberg             | Không tranh cử (sau đó gia nhập Viện Quý tộc với tư cách Lãnh chúa Driberg) |                                                                                   | | [ 82 ]                          |
|                            | Lao động                 |                              | Richard Crossman        | Coventry East                                                               | 1945–1974                                                                         | Qua đời | [ 76 ]                          |
|                            | Lao động                 |                              | Hugh Gaitskell          | Leeds South                                                                 | 1945–1963                                                                         | Qua đời | [ 83 ]                          |
|                            | Bảo thủ                  |                              | Derick Heathcoat-Amory  | Tiverton                                                                    | 1945–1960                                                                         | Từ chức để gia nhập Viện Quý tộc (với tư cách Tử tước Amory)                                                        | [ 84 ] [ 85 ] [ 86 ]            |
|                            | Bảo thủ                  |                              | Selwyn Lloyd            | Chelmsford                                                                  | 1945–1976                                                                         | Từ chức để gia nhập Viện Quý tộc (với tư cách Nam tước Selwyn-Lloyd)                                                | [ 87 ] [ 88 ]                   |
|                            | Lao động                 |                              | George Thomas           | Cardiff West                                                                | 1945–1983                                                                         | Không tranh cử (sau đó gia nhập Viện Quý tộc với tư cách Tử tước Tonypandy)                                         | [ 89 ] [ 90 ]                   |
|                            | Lao động                 |                              | William J. Field        | Paddington North                                                            | 1946–1953                                                                         | Từ chức | [ 91 ] [ 92 ]                   |
|                            | Lao động                 |                              | Roy Jenkins             | Southwark Central & Birmingham Stechford                                    | 1948–1977                                                                         | Từ chức | [ 93 ] [ 94 ] [ 95 ]            |
|                            | Dân chủ Xã hội           | Glasgow Hillhead             | Roy Jenkins             | 1982–1987                                                                   | Thất cử (sau đó gia nhập Viện Quý tộc với tư cách Lãnh chúa Jenkins xứ Hillfield) | | [ 93 ] [ 94 ] [ 95 ]            |
|                            | Tự do                    |                              | Jeremy Thorpe           | North Devon                                                                 | 1959–1979                                                                         | Thất cử | [ 96 ] [ 97 ]                   |
|                            | Lao động                 |                              | Anthony Crosland        | South Gloucestershire                                                       | 1950–1955                                                                         | Thất cử | [ 93 ] [ 94 ] [ 95 ]            |
| Great Grimsby              | Lao động                 | 1959–1977                    | Anthony Crosland        | Qua đời                                                                     |                                                                                   | | [ 93 ] [ 94 ] [ 95 ]            |
|                            | Bảo thủ                  |                              | Ian Harvey              | Harrow East                                                                 | 1950–1959                                                                         | Từ chức | [ 98 ]                          |
|                            | Bảo thủ                  |                              | Charles Fletcher-Cooke  | Darwen                                                                      | 1951–1983                                                                         | Không tranh cử | [ 99 ] [ 100 ] [ 101 ]          |
|                            | Bảo thủ                  |                              | Denzil Freeth           | Basingstoke                                                                 | 1955–1964                                                                         | Không tranh cử | [ 102 ]                         |
|                            | Bảo thủ                  |                              | Humphry Berkeley        | Lancaster                                                                   | 1959–1966                                                                         | Thất cử | [ 64 ]                          |
|                            | Bảo thủ                  |                              | Norman St John-Stevas   | Chelmsford                                                                  | 1964–1987                                                                         | Không tranh cử (sau đó gia nhập Viện Quý tộc với tư cách Lãnh chúa St John xứ Fawsley)                              | [ 103 ]                         |
|                            | Bảo thủ                  |                              | Spencer Le Marchant     | High Peak                                                                   | 1970–1983                                                                         | Không tranh cử | [ 104 ] [ 105 ]                 |
|                            | Lao động                 |                              | Maureen Colquhoun       | Northampton North                                                           | 1974 (tháng 2)–1979                                                               | Thất cử | [ 106 ] [ 107 ]                 |
|                            | Bảo thủ                  |                              | Keith Hampson           | Ripon & Leeds North West                                                    | 1974 (tháng 2)–1997                                                               | Thất cử | [ 108 ]                         |
|                            | Bảo thủ                  |                              | Peter Morrison          | Thành phố Chester                                                           | 1974 (tháng 2)–1992                                                               | Không tranh cử | [ 109 ] [ 110 ]                 |
|                            | Bảo thủ                  |                              | Charles Irving          | Cheltenham                                                                  | 1974 (tháng 10)–1992                                                              | Không tranh cử | [ 111 ]                         |
|                            | Bảo thủ                  |                              | David Atkinson          | Bournemouth East                                                            | 1977–2005                                                                         | Không tranh cử | [ 112 ]                         |
|                            | Lao động                 |                              | George Morton           | Manchester Moss Side                                                        | 1978–1983                                                                         | Không tranh cử | [ 113 ]                         |
|                            | Bảo thủ                  |                              | Michael Brown           | Brigg and Cleethorpes                                                       | 1979–1997                                                                         | Thất cử | [ 114 ]                         |
|                            | Bảo thủ                  |                              | Matthew Parris          | West Derbyshire                                                             | 1979–1986                                                                         | Từ chức | [ 115 ] [ 116 ] [ 117 ]         |
|                            | Bảo thủ                  |                              | Harvey Proctor          | Billericay                                                                  | 1979–1987                                                                         | Không tranh cử | [ 118 ]                         |
|                            | Lao động                 |                              | Allan Rogers            | Bootle                                                                      | 1979–1990                                                                         | Qua đời | [ 119 ]                         |
|                            | Bảo thủ                  |                              | Martin Stevens          | Fulham                                                                      | 1979–1986                                                                         | Qua đời | [ 120 ]                         |
|                            | Lao động                 |                              | Roger Thomas            | Carmarthen                                                                  | 1979–1987                                                                         | Không tranh cử | [ 121 ]                         |
|                            | Bảo thủ                  |                              | David Ashby             | North West Leicestershire                                                   | 1983–1997                                                                         | Không tranh cử | [ 122 ]                         |
|                            | Lao động                 |                              | Nick Brown              | Newcastle upon Tyne East                                                    | 1983–2023                                                                         | Từ chức để trở thành Độc lập                                                                                        | [ 123 ]                         |
|                            | Độc lập                  | 2023–2024                    | Nick Brown              | Newcastle upon Tyne East                                                    | Không tranh cử                                                                    | | [ 123 ]                         |
|                            | Lao động                 |                              | Ron Davies              | Caerphilly                                                                  | 1983–2001                                                                         | Không tranh cử | [ 124 ]                         |
|                            | Bảo thủ                  |                              | Jerry Hayes             | Harlow                                                                      | 1983–1997                                                                         | Thất cử | [ 125 ]                         |
|                            | Bảo thủ                  |                              | Robert Hayward          | Kingswood                                                                   | 1983–1992                                                                         | Thất cử (sau đó gia nhập Viện Quý tộc với tư cách Lãnh chúa Hayward)                                                | [ 126 ]                         |
|                            | Bảo thủ                  |                              | Michael Hirst           | Strathkelvin and Bearsden                                                   | 1983–1987                                                                         | Thất cử | [ 127 ] [ 128 ] [ 129 ]         |
|                            | Dân chủ Tự do            |                              | Simon Hughes            | Bermondsey and Old Southwark                                                | 1983–2015                                                                         | Thất cử | [ 130 ] [ 131 ]                 |
|                            | Lao động                 |                              | Chris Smith             | Islington South and Finsbury                                                | 1983–2005                                                                         | Không tranh cử (sau đó gia nhập Viện Quý tộc với tư cách Lãnh chúa Smith xứ Finsbury)                               | [ 132 ]                         |
|                            | Bảo thủ                  |                              | Alan Amos               | Hexham                                                                      | 1987–1992                                                                         | Không tranh cử | [ 133 ]                         |
|                            | Bảo thủ                  |                              | John Bowis              | Battersea                                                                   | 1987–1997                                                                         | Thất cử | [ 134 ]                         |
|                            | Lao động                 |                              | Clive Betts             | Sheffield South East                                                        | 1992–nay                                                                          | Đương chức | [ 135 ]                         |
|                            | Bảo thủ                  |                              | Alan Duncan             | Rutland and Melton                                                          | 1992–2019                                                                         | Không tranh cử | [ 136 ]                         |
|                            | Lao động                 |                              | Angela Eagle            | Wallasey                                                                    | 1992–nay                                                                          | Đương chức | [ 137 ]                         |
|                            | Bảo thủ                  |                              | Nigel Evans             | Ribble Valley                                                               | 1992–2024                                                                         | Thất cử | [ 138 ]                         |
|                            | Bảo thủ                  |                              | Michael Fabricant       | Lichfield                                                                   | 1992–2024                                                                         | Thất cử | [ 139 ]                         |
|                            | Lao động                 |                              | Peter Mandelson         | Hartlepool                                                                  | 1992–2004                                                                         | Từ chức để làm Cao ủy châu Âu về Thương mại (sau đó gia nhập Viện Quý tộc với tư cách Lãnh chúa Mandelson)          | [ 140 ] [ 141 ] [ 142 ] [ 143 ] |
|                            | Bảo thủ                  |                              | Crispin Blunt           | Reigate                                                                     | 1997–2023                                                                         | Bị khai trừ | [ 31 ]                          |
|                            | Độc lập                  | 2023–2024                    | Crispin Blunt           | Reigate                                                                     | Không tranh cử                                                                    | | [ 31 ]                          |
|                            | Lao động                 |                              | David Borrow            | South Ribble                                                                | 1997–2010                                                                         | Thất cử | [ 144 ]                         |
|                            | Lao động                 |                              | Ben Bradshaw            | Exeter                                                                      | 1997–2024                                                                         | Không tranh cử | [ 145 ]                         |
|                            | Lao động                 |                              | Ivor Caplin             | Hove                                                                        | 1997–2005                                                                         | Không tranh cử | [ 146 ] [ 147 ]                 |
|                            | Bảo thủ                  |                              | Nick Gibb               | Bognor Regis and Littlehampton                                              | 1997–2024                                                                         | Không tranh cử | [ 148 ] [ 149 ]                 |
|                            | Lao động                 |                              | Gordon Marsden          | Blackpool South                                                             | 1997–2019                                                                         | Thất cử | [ 150 ]                         |
|                            | Dân chủ Tự do            |                              | Mark Oaten              | Winchester                                                                  | 1997–2010                                                                         | Không tranh cử | [ 114 ] [ 151 ]                 |
|                            | Lao động                 |                              | Stephen Twigg           | Enfield Southgate                                                           | 1997–2005                                                                         | Thất cử | [ 145 ]                         |
| Liverpool West Derby       | Lao động                 | 2010–2019                    | Stephen Twigg           | Không tranh cử                                                              | [ 152 ]                                                                           | |                                 |
|                            | Bảo thủ                  |                              | Shaun Woodward          | Witney                                                                      | 1997–2001                                                                         | Từ chức khỏi Đảng Bảo thủ, gia nhập Đảng Lao động                                                                   | [ 153 ]                         |
|                            | Lao động                 | St Helens South and Whiston  | Shaun Woodward          | 2001–2015                                                                   | Không tranh cử                                                                    | | [ 153 ]                         |
|                            | Bảo thủ                  |                              | Greg Barker             | Bexhill and Battle                                                          | 2001–2015                                                                         | Không tranh cử (sau đó gia nhập Viện Quý tộc với tư cách Lãnh chúa Barker xứ Battle)                                | [ 154 ]                         |
|                            | Lao động                 |                              | Chris Bryant            | Rhondda                                                                     | 2001–nay                                                                          | Đương chức | [ 155 ]                         |
|                            | Lao động                 |                              | David Cairns            | Inverclyde                                                                  | 2001–2011                                                                         | Qua đời | [ 155 ]                         |
|                            | Dân chủ Tự do            |                              | David Laws              | Yeovil                                                                      | 2001–2015                                                                         | Thất cử | [ 156 ]                         |
|                            | Plaid Cymru              |                              | Adam Price              | Carmarthen East and Dinefwr                                                 | 2001–2010                                                                         | Không tranh cử | [ 157 ]                         |
|                            | Lao động                 |                              | Nia Griffith            | Llanelli                                                                    | 2005–nay                                                                          | Đương chức | [ 155 ]                         |
|                            | Bảo thủ                  |                              | Justine Greening        | Putney                                                                      | 2005–2019                                                                         | Bị khai trừ, trở thành một người độc lập                                                                            | [ 158 ]                         |
|                            | Độc lập                  | 2019                         | Justine Greening        | Putney                                                                      | Không tranh cử                                                                    | | [ 158 ]                         |
|                            | Bảo thủ                  |                              | Nick Herbert            | Arundel and South Downs                                                     | 2005–2019                                                                         | Không tranh cử | [ 159 ]                         |
|                            | Bảo thủ                  |                              | Daniel Kawczynski       | Shrewsbury and Atcham                                                       | 2005–2024                                                                         | Thất cử | [ 160 ]                         |
|                            | Bảo thủ                  |                              | David Mundell           | Dumfriesshire, Clydesdale and Tweeddale                                     | 2005–nay                                                                          | Đương chức | [ 161 ]                         |
|                            | Dân chủ Tự do            |                              | Stephen Williams        | Bristol West                                                                | 2005–2015                                                                         | Thất cử | [ 162 ]                         |
|                            | Bảo thủ                  |                              | Stuart Andrew           | Pudsey                                                                      | 2010–2024                                                                         | Thay đổi khu vực bầu cử                                                                                             | [ 155 ]                         |
| Daventry                   | Bảo thủ                  | 2024–nay                     | Stuart Andrew           | Đương chức                                                                  |                                                                                   | | [ 155 ]                         |
|                            | Bảo thủ                  |                              | Nick Boles              | Grantham and Stamford                                                       | 2010–2019                                                                         | Từ chức khỏi Đảng Bảo thủ, trở thành một Đảng Bảo thủ độc lập                                                       | [ 163 ]                         |
|                            | Bảo thủ Cấp tiến Độc lập | 2019                         | Nick Boles              | Grantham and Stamford                                                       | Không tranh cử                                                                    | | [ 163 ]                         |
|                            | Bảo thủ                  |                              | Conor Burns             | Bournemouth West                                                            | 2010–2024                                                                         | Thất cử | [ 164 ]                         |
|                            | Bảo thủ                  |                              | Mike Freer              | Finchley and Golders Green                                                  | 2010–2024                                                                         | Không tranh cử | [ 165 ]                         |
|                            | Dân chủ Tự do            |                              | Steve Gilbert           | St Austell and Newquay                                                      | 2010–2015                                                                         | Thất cử | [ 166 ]                         |
|                            | Bảo thủ                  |                              | Margot James            | Stourbridge                                                                 | 2010–2019                                                                         | Không tranh cử | [ 155 ]                         |
|                            | Bảo thủ                  |                              | Mark Menzies            | Fylde                                                                       | 2010–2024                                                                         | Bị khai trừ | [ 167 ]                         |
|                            | Độc lập                  | 2024                         | Mark Menzies            | Fylde                                                                       | Không tranh cử                                                                    | | [ 167 ]                         |
|                            | Bảo thủ                  |                              | Eric Ollerenshaw        | Lancaster and Fleetwood                                                     | 2010–2015                                                                         | Thất cử | [ 167 ]                         |
|                            | Bảo thủ                  |                              | Christopher Pincher     | Tamworth                                                                    | 2010–2023                                                                         | Từ chức | [ 155 ]                         |
|                            | Bảo thủ                  |                              | Iain Stewart            | Milton Keynes South                                                         | 2010–2024                                                                         | Thất cử ở khu vực bầu cử Buckingham and Bletchley                                                                   | [ 155 ]                         |
|                            | Lao động                 |                              | Stephen Doughty         | Cardiff South and Penarth                                                   | 2012–nay                                                                          | Đương chức | [ cần dẫn nguồn ]               |
|                            | Lao động Hợp tác xã      |                              | Steve Reed              | Croydon North                                                               | 2012–nay                                                                          | Đương chức | [ 168 ]                         |
|                            | SNP                      |                              | Hannah Bardell          | Livingston                                                                  | 2015–2024                                                                         | Thất cử | [ 155 ]                         |
|                            | SNP                      |                              | Mhairi Black            | Paisley and Renfrewshire South                                              | 2015–2024                                                                         | Không tranh cử | [ 169 ]                         |
|                            | SNP                      |                              | Kirsty Blackman         | Aberdeen North                                                              | 2015–nay                                                                          | Đương chức | [ 170 ]                         |
|                            | SNP                      |                              | Joanna Cherry           | Edinburgh South West                                                        | 2015–2024                                                                         | Thất cử | [ 155 ]                         |
|                            | SNP                      |                              | Angela Crawley          | Lanark and Hamilton East                                                    | 2015–2024                                                                         | Không tranh cử | [ 155 ]                         |
|                            | SNP                      |                              | Martin Docherty         | West Dunbartonshire                                                         | 2015–2024                                                                         | Thất cử | [ 155 ]                         |
|                            | SNP                      |                              | Patrick Grady           | Glasgow North                                                               | 2015–2022                                                                         | Từ chức khỏi SNP, trở thành chính khách độc lập                                                                     | [ 171 ]                         |
|                            | Độc lập                  | 2022                         | Patrick Grady           | Glasgow North                                                               | Phục hồi Whip                                                                     | | [ 171 ]                         |
|                            | SNP                      | 2022–2024                    | Patrick Grady           | Glasgow North                                                               | Không tranh cử                                                                    | | [ 171 ]                         |
|                            | Bảo thủ                  |                              | Ben Howlett             | Bath                                                                        | 2015–2017                                                                         | Thất cử | [ 155 ]                         |
|                            | Lao động                 |                              | Gerald Jones            | Merthyr Tydfil and Rhymney                                                  | 2015–nay                                                                          | Đương chức | [ 155 ]                         |
|                            | Lao động                 |                              | Peter Kyle              | Hove                                                                        | 2015–nay                                                                          | Đương chức | [ 172 ]                         |
|                            | SNP                      |                              | Stewart McDonald        | Glasgow South                                                               | 2015–2024                                                                         | Thất cử | [ 155 ]                         |
|                            | SNP                      |                              | Stuart McDonald         | Cumbernauld, Kilsyth and Kirkintilloch East                                 | 2015–2024                                                                         | Thất cử | [ 155 ]                         |
|                            | SNP                      |                              | John Nicolson           | East Dunbartonshire                                                         | 2015–2017                                                                         | Thất cử | [ 155 ]                         |
| Ochil and South Perthshire | SNP                      | 2019–2024                    | John Nicolson           | Thất cử ở khu vực bầu cử Alloa and Grangemouth                              |                                                                                   | | [ 155 ]                         |
|                            | Lao động                 |                              | Cat Smith               | Lancaster and Fleetwood                                                     | 2015–2024                                                                         | Thay đổi khu vực bầu cử                                                                                             | [ 172 ]                         |
| Lancaster and Wyre         | Lao động                 | 2024–nay                     | Cat Smith               | Đương chức                                                                  |                                                                                   | | [ 172 ]                         |
|                            | Lao động                 |                              | Wes Streeting           | Ilford North                                                                | 2015–nay                                                                          | Đương chức | [ 172 ]                         |
|                            | Bảo thủ                  |                              | William Wragg           | Hazel Grove                                                                 | 2015–2024                                                                         | Từ chức khỏi Đảng Bảo thủ, trở thành Đảng viên Độc lập                                                              | [ 173 ]                         |
|                            | Độc lập                  | 2024                         | William Wragg           | Hazel Grove                                                                 | Không tranh cử                                                                    | | [ 173 ]                         |
|                            | Lao động                 |                              | Dan Carden              | Liverpool Walton                                                            | 2017–nay                                                                          | Đương chức | [ 174 ]                         |
|                            | Lao động                 |                              | Gerard Killen           | Rutherglen and Hamilton West                                                | 2017–2019                                                                         | Thất cử | [ 174 ]                         |
|                            | Lao động                 |                              | Sandy Martin            | Ipswich                                                                     | 2017–2019                                                                         | Thất cử | [ 174 ]                         |
|                            | Bảo thủ                  |                              | Damien Moore            | Southport                                                                   | 2017–2024                                                                         | Thất cử | [ 174 ]                         |
|                            | Dân chủ Tự do            |                              | Layla Moran             | Oxford West and Abingdon                                                    | 2017–nay                                                                          | Đương chức | [ 175 ]                         |
|                            | Lao động                 |                              | Stephen Morgan          | Portsmouth South                                                            | 2017–nay                                                                          | Đương chức | [ 176 ]                         |
|                            | Lao động                 |                              | Luke Pollard            | Plymouth Sutton and Devonport                                               | 2017–nay                                                                          | Đương chức | [ 174 ]                         |
|                            | Bảo thủ                  |                              | Lee Rowley              | North East Derbyshire                                                       | 2017–2024                                                                         | Thất cử | [ 174 ]                         |
|                            | Lao động                 |                              | Lloyd Russell-Moyle     | Brighton Kemptown                                                           | 2017–2024                                                                         | Bị chặn tại cuộc Tổng tuyển cử năm 2024 sau khi có khiếu nại về hành vi của mình                                    | [ 174 ]                         |
|                            | Bảo thủ                  |                              | Ross Thomson            | Aberdeen South                                                              | 2017–2019                                                                         | Không tranh cử | [ 174 ]                         |
|                            | Bảo thủ                  |                              | Scott Benton            | Blackpool South                                                             | 2019–2023                                                                         | Bị khai trừ khỏi Đảng Bảo thủ, trở thành một đảng viên độc lập                                                      | [ 177 ]                         |
|                            | Độc lập                  | 2023–2024                    | Scott Benton            | Blackpool South                                                             | Từ chức                                                                           | | [ 177 ]                         |
|                            | Lao động                 |                              | Olivia Blake            | Sheffield Hallam                                                            | 2019–nay                                                                          | Đương chức | [ 178 ]                         |
|                            | Bảo thủ                  |                              | Chris Clarkson          | Heywood and Middleton                                                       | 2019–2024                                                                         | Không tranh cử | [ 179 ]                         |
|                            | Bảo thủ                  |                              | Elliot Colburn          | Carshalton and Wallington                                                   | 2019–2024                                                                         | Thất cử | [ 179 ]                         |
|                            | Bảo thủ                  |                              | Dehenna Davison         | Bishop Auckland                                                             | 2019–2024                                                                         | Không tranh cử | [ 180 ]                         |
|                            | Bảo thủ                  |                              | Mark Fletcher           | Bolsover                                                                    | 2019–2024                                                                         | Thất cử | [ 179 ]                         |
|                            | Bảo thủ                  |                              | Peter Gibson            | Darlington                                                                  | 2019–2024                                                                         | Thất cử | [ 181 ]                         |
|                            | SNP                      |                              | Neale Hanvey            | Kirkcaldy and Cowdenbeath                                                   | 2019–2021                                                                         | Từ chức khỏi SNP, tham gia Đảng Alba                                                                                | [ 179 ]                         |
|                            | Alba                     | 2021–2024                    | Neale Hanvey            | Kirkcaldy and Cowdenbeath                                                   | Thất cử                                                                           | | [ 179 ]                         |
|                            | Bảo thủ                  |                              | Antony Higginbotham     | Burnley                                                                     | 2019–2024                                                                         | Thất cử | [ 179 ]                         |
|                            | Bảo thủ                  |                              | Paul Holmes             | Eastleigh                                                                   | 2019–2024                                                                         | Thay đổi khu vực bầu cử                                                                                             | [ 179 ]                         |
| Hamble Valley              | Bảo thủ                  | 2024–nay                     | Paul Holmes             | Đương chức                                                                  |                                                                                   | | [ 179 ]                         |
|                            | Bảo thủ                  |                              | Imran Ahmad Khan        | Wakefield                                                                   | 2019–2021                                                                         | Bị khai trừ khỏi Đảng Bảo thủ, trở thành một đảng viên độc lập                                                      | [ 182 ] [ 183 ]                 |
|                            | Độc lập                  | 2021–2022                    | Imran Ahmad Khan        | Wakefield                                                                   | Từ chức                                                                           | | [ 182 ] [ 183 ]                 |
|                            | Bảo thủ                  |                              | Kieran Mullan           | Crewe and Nantwich                                                          | 2019–2024                                                                         | Thay đổi khu vực bầu cử                                                                                             | [ 179 ]                         |
| Bexhill and Battle         | Bảo thủ                  | 2024–nay                     | Kieran Mullan           | Đương chức                                                                  |                                                                                   | | [ 179 ]                         |
|                            | Lao động Hợp tác xã      |                              | James Murray            | Ealing North                                                                | 2019–nay                                                                          | Đương chức | [ 184 ]                         |
|                            | Lao động                 |                              | Charlotte Nichols       | Warrington North                                                            | 2019–nay                                                                          | Đương chức | [ 185 ]                         |
|                            | Lao động                 |                              | Kate Osborne            | Jarrow                                                                      | 2019–nay                                                                          | Đương chức | [ 186 ]                         |
|                            | Bảo thủ                  |                              | Rob Roberts             | Delyn                                                                       | 2019–2024                                                                         | Không tranh cử | [ 187 ]                         |
|                            | Bảo thủ                  |                              | Gary Sambrook           | Birmingham Northfield                                                       | 2019–2024                                                                         | Thất cử | [ 188 ]                         |
|                            | SNP                      |                              | Alyn Smith              | Stirling                                                                    | 2019–2024                                                                         | Thất cử | [ 179 ]                         |
|                            | Bảo thủ                  |                              | Jamie Wallis            | Bridgend                                                                    | 2019–2024                                                                         | Không tranh cử | [ 189 ] [ 190 ]                 |
|                            | Lao động                 |                              | Nadia Whittome          | Nottingham East                                                             | 2019–nay                                                                          | Đương chức | [ 191 ]                         |
|                            | Bảo thủ                  |                              | Jacob Young             | Redcar                                                                      | 2019–2024                                                                         | Thất cử | [ 179 ]                         |
|                            | Lao động                 |                              | Kim Leadbeater          | Batley and Spen                                                             | 2021–nay                                                                          | Đương chức | [ 192 ]                         |
|                            | Lao động Hợp tác xã      |                              | Simon Lightwood         | Wakefield                                                                   | 2022–nay                                                                          | Đương chức | [ 193 ]                         |
|                            | Lao động                 |                              | Ashley Dalton           | West Lancashire                                                             | 2023–nay                                                                          | Đương chức | [ 194 ] [ 195 ]                 |
|                            | Dân chủ Tự do            |                              | Sarah Dyke              | Glastonbury and Somerton                                                    | 2023–nay                                                                          | Đương chức | [ 196 ]                         |
|                            | Lao động                 |                              | Keir Mather             | Selby and Ainsty                                                            | 2023–nay                                                                          | Đương chức | [ 197 ] [ 198 ]                 |
|                            | Lao động                 |                              | Damien Egan             | Kingswood                                                                   | 2024–nay                                                                          | Đương chức | [ 199 ]                         |
|                            | Lao động                 |                              | Dan Aldridge            | Weston-super-Mare                                                           | 2024–nay                                                                          | Đương chức | [ 200 ]                         |
|                            | Lao động                 |                              | James Asser             | West Ham and Beckton                                                        | 2024–nay                                                                          | Đương chức | [ 200 ]                         |
|                            | Dân chủ Tự do            |                              | Josh Babarinde          | Eastbourne                                                                  | 2024–nay                                                                          | Đương chức | [ 200 ]                         |
|                            | Lao động                 |                              | Olivia Bailey           | Reading West and Mid Berkshire                                              | 2024–nay                                                                          | Đương chức | [ 200 ]                         |
|                            | Lao động                 |                              | Antonia Bance           | Tipton & Wednesbury                                                         | 2024–nay                                                                          | Đương chức | [ 200 ]                         |
|                            | Lao động                 |                              | Danny Beales            | Uxbridge and South Ruislip                                                  | 2024–nay                                                                          | Đương chức | [ 200 ]                         |
|                            | Lao động                 |                              | Polly Billington        | East Thanet                                                                 | 2024–nay                                                                          | Đương chức | [ 200 ]                         |
|                            | Lao động                 |                              | David Burton-Sampson    | Southend West and Leigh                                                     | 2024–nay                                                                          | Đương chức | [ 200 ]                         |
|                            | Lao động                 |                              | Sam Carling             | North West Cambridgeshire                                                   | 2024–nay                                                                          | Đương chức | [ 201 ]                         |
|                            | Lao động                 |                              | Ben Coleman             | Chelsea and Fulham                                                          | 2024–nay                                                                          | Đương chức | [ 200 ]                         |
|                            | Lao động                 |                              | Deirdre Costigan        | Ealing Southall                                                             | 2024–nay                                                                          | Đương chức | [ 200 ]                         |
|                            | Dân chủ Tự do            |                              | Adam Dance              | Yeovil                                                                      | 2024–nay                                                                          | Đương chức | :9                              |
|                            | Xanh                     |                              | Carla Denyer            | Bristol Central                                                             | 2024–nay                                                                          | Đương chức | [ 200 ]                         |
|                            | Lao động                 | Tập tin:Alan Gemmell OBE.jpg | Alan Gemmell            | Central Ayrshire                                                            | 2024–nay                                                                          | Đương chức | [ 200 ]                         |
|                            | Dân chủ Tự do            |                              | Olly Glover             | Didcot and Wantage                                                          | 2024–nay                                                                          | Đương chức | [ 200 ]                         |
|                            | Dân chủ Tự do            |                              | Tom Gordon              | Harrogate and Knaresborough                                                 | 2024–nay                                                                          | Đương chức | [ 200 ]                         |
|                            | Lao động                 |                              | Lloyd Hatton            | South Dorset                                                                | 2024–nay                                                                          | Đương chức | [ 200 ]                         |
|                            | Lao động                 |                              | Tom Hayes               | Bournemouth East                                                            | 2024–nay                                                                          | Đương chức | [ 200 ]                         |
|                            | Lao động                 |                              | Terry Jermy             | South West Norfolk                                                          | 2024–nay                                                                          | Đương chức | [ 203 ]                         |
|                            | Lao động                 |                              | Josh MacAlister         | Whitehaven and Workington                                                   | 2024–nay                                                                          | Đương chức | [ 200 ]                         |
|                            | Dân chủ Tự do            |                              | Ben Maguire             | North Cornwall                                                              | 2024–nay                                                                          | Đương chức | [ 200 ]                         |
|                            | Lao động                 |                              | Martin McCluskey        | Inverclyde and Renfrewshire West                                            | 2024–nay                                                                          | Đương chức | [ 200 ]                         |
|                            | Lao động                 |                              | Kevin McKenna           | Sittingbourne and Sheppey                                                   | 2024–nay                                                                          | Đương chức | [ 204 ]                         |
|                            | Lao động                 |                              | Luke Murphy             | Basingstoke                                                                 | 2024–nay                                                                          | Đương chức | [ 200 ]                         |
|                            | Lao động                 |                              | Chris Murray            | Edinburgh East and Musselburgh                                              | 2024–nay                                                                          | Đương chức | [ 205 ]                         |
|                            | Lao động                 |                              | Luke Myer               | Middlesbrough South and East Cleveland                                      | 2024–nay                                                                          | Đương chức | [ 200 ]                         |
|                            | Lao động                 |                              | Josh Newbury            | Cannock Chase                                                               | 2024–nay                                                                          | Đương chức | [ 200 ]                         |
|                            | Lao động                 |                              | Tris Osborne            | Chatham and Aylesford                                                       | 2024–nay                                                                          | Đương chức | [ 206 ]                         |
|                            | Lao động Hợp tác xã      |                              | Andrew Pakes            | Peterborough                                                                | 2024–nay                                                                          | Đương chức | [ 200 ]                         |
|                            | Lao động                 |                              | Michael Payne           | Gedling                                                                     | 2024–nay                                                                          | Đương chức | [ 200 ]                         |
|                            | Lao động                 |                              | Steve Race              | Exeter                                                                      | 2024–nay                                                                          | Đương chức | [ 200 ] [ 207 ]                 |
|                            | Lao động                 |                              | Tim Roca                | Macclesfield                                                                | 2024–nay                                                                          | Đương chức | [ 200 ]                         |
|                            | Lao động                 |                              | Tom Rutland             | East Worthing and Shoreham                                                  | 2024–nay                                                                          | Đương chức | [ 200 ]                         |
|                            | Lao động Hợp tác xã      |                              | Oliver Ryan             | Burnley                                                                     | 2024–nay                                                                          | Đương chức | [ 200 ]                         |
|                            | Bảo thủ                  |                              | Blake Stephenson        | Mid Bedfordshire                                                            | 2024–nay                                                                          | Đương chức | [ 200 ]                         |
|                            | Lao động                 |                              | Alan Strickland         | Newton Aycliffe and Spennymoor                                              | 2024–nay                                                                          | Đương chức | [ 200 ]                         |
|                            | Lao động                 |                              | Peter Swallow           | Bracknell                                                                   | 2024–nay                                                                          | Đương chức | [ 208 ]                         |
|                            | Lao động                 |                              | Rachel Taylor           | North Warwickshire and Bedworth                                             | 2024–nay                                                                          | Đương chức | [ 200 ]                         |

## Viện Quý tộc
| Đảng | Đảng            | Chân dung | Tên                                  | Ngày đảm nhiệm                            | Nhiệm kỳ  | Ghi chú                 |
| ---- | --------------- | --------- | ------------------------------------ | ----------------------------------------- | --------- | ----------------------- |
|      | Độc lập         |           | Fulke Greville                       | 6 tháng 6 năm 1621 (cha truyền con nối)   | 1621–1628 | [ 3 ] [ 209 ]           |
|      | Tory            |           | Bá tước xứ Clarendon                 | 31 tháng 10 năm 1709 (cha truyền con nối) | 1709–1723 | [ 22 ]                  |
|      | Whig            |           | Lãnh chúa Hervey                     | 11 tháng 6 năm 1733 (cha truyền con nối)  | 1733–1743 | [ 11 ] [ 12 ]           |
|      | Whig            |           | Bá tước xứ Ilchester                 | 6 tháng 11 năm 1741 (cha truyền con nối)  | 1741–1776 | [ 13 ]                  |
|      | Tory            |           | Tử tước Sackville                    | 9 tháng 2 năm 1782 (cha truyền con nối )  | 1782–1785 | [ 14 ] [ 15 ] [ 16 ]    |
|      | Whig            |           | Bá tước xứ Devon                     | 14 tháng 10 năm 1788 (cha truyền con nối) | 1788–1835 | [ 210 ]                 |
|      | Whig            |           | Bá tước xứ Orford                    | 5 tháng 12 năm 1791 (cha truyền con nối)  | 1791–1797 | [ 211 ] [ 212 ]         |
|      | Whig            |           | Lãnh chúa Byron                      | 19 tháng 5 năm 1798 (cha truyền con nối)  | 1798–1824 | [ 213 ] [ 214 ]         |
|      | Whig            |           | Bá tước xứ Kingston                  | 18 tháng 10 năm 1839 (cha truyền con nối) | 1839–1867 | [ cần dẫn nguồn ]       |
|      | Tory            |           | Bá tước Beauchamp                    | 8 tháng 9 năm 1863 (cha truyền con nối)   | 1863–1868 | [ 32 ] [ 33 ] [ 34 ]    |
|      | Tự do           |           | Bá tước Rosebery                     | 4 tháng 3 năm 1868 (cha truyền con nối)   | 1868–1929 | [ 215 ]                 |
|      | Tự do           |           | Bá tước Beauchamp                    | 19 tháng 2 năm 1891 (cha truyền con nối)  | 1891–1938 | [ 216 ]                 |
|      | Tự do           |           | Lãnh chúa Battersea                  | 14 May 1892 (cha truyền con nối)          | 1892–1907 | [ 43 ] [ 44 ]           |
|      | Tự do           |           | Hầu tước xứ Anglesey                 | 13 tháng 10 năm 1898 (cha truyền con nối) | 1898–1905 | [ 217 ] [ 218 ]         |
|      | Liberal         |           | Tử tước Esher                        | 24 tháng 5 năm 1899 (cha truyền con nối)  | 1899–1930 | [ 41 ] [ 42 ]           |
|      | Tự do           |           | Lãnh chúa Stanmore                   | 30 tháng 1 năm 1912 (cha truyền con nối)  | 1912–1930 | [ 219 ]                 |
|      | Bảo thủ         |           | Hầu tước xứ Hertford                 | 23 tháng 3 năm 1912 (cha truyền con nối)  | 1912–1940 | [ 220 ]                 |
|      | Tự do           |           | Tử tước Harcourt                     | 28 tháng 8 năm 1917 (cha truyền con nối)  | 1917–1922 | [ 32 ] [ 45 ]           |
|      | Crossbencher    |           | Lãnh chúa Berners                    | 23 tháng 3 năm 1918 (cha truyền con nối)  | 1918–1950 | [ 221 ]                 |
|      | Bảo thủ         |           | Lãnh chúa Alington                   | 30 tháng 7 năm 1919 (cha truyền con nối)  | 1919–1940 | [ 222 ]                 |
|      | Bảo thủ         |           | Lãnh chúa Fairhaven                  | 15 May 1929 (cha truyền con nối)          | 1929–1966 | [ 223 ]                 |
|      | Bảo thủ         |           | Bá tước xứ Lauderdale                | 14 tháng 9 năm 1931 (cha truyền con nối)  | 1931–1953 | [ 224 ] [ 225 ] [ 226 ] |
|      | Lao động        |           | Lãnh chúa Faringdon                  | 17 tháng 3 năm 1934 (cha truyền con nối)  | 1934–1977 | [ 227 ]                 |
|      | Bảo thủ         |           | Tử tước Tredegar                     | 3 tháng 5 năm 1934 (cha truyền con nối)   | 1934–1949 | [ 228 ]                 |
|      | Tự do           |           | Lãnh chúa Kinross                    | 17 tháng 3 1939 (cha truyền con nối)      | 1939–1976 | [ 229 ] [ 230 ]         |
|      | Tự do           |           | Lãnh chúa Keynes                     | 17 tháng 4 năm 1942 (cha truyền con nối)  | 1942–1946 | [ 231 ] [ 232 ]         |
|      | Tự do           |           | Lãnh chúa Amulree                    | 5 tháng 5 năm 1942 (cha truyền con nối)   | 1942–1983 | [ 233 ] [ 234 ]         |
|      | Bảo thủ         |           | Công tước xứ Wellington              | 16 tháng 9 năm 1943 (cha truyền con nối)  | 1943–1972 | [ 224 ] [ 225 ] [ 226 ] |
|      | Bảo thủ         |           | Hầu tước xứ Dufferin và Ava          | 25 tháng 3 năm 1945 (cha truyền con nối)  | 1945–1988 | [ 235 ]                 |
|      | Tự do           |           | Lãnh chúa Mottistone                 | 7 tháng 11 năm 1947 (cha truyền con nối)  | 1947–1963 | [ 236 ] [ 237 ] [ 238 ] |
|      | Bảo thủ         |           | Lãnh chúa Montagu xứ Beaulieu        | 14 tháng 11 năm 1947 (cha truyền con nối) | 1947–2015 | [ 228 ]                 |
|      | Lao động        |           | Bá tước Baldwin xứ Bewdley           | 14 tháng 12 năm 1947 (cha truyền con nối) | 1947–1958 | [ 60 ] [ 61 ]           |
|      | Bảo thủ         |           | Tử tước Cilcennin                    | 22 tháng 3 năm 1955 (cha truyền con nối)  | 1955–1960 | [ 68 ]                  |
|      | Bảo thủ         |           | Tử tước Crookshank                   | 17 tháng 6 năm 1956 (cha truyền con nối)  | 1956–1961 | [ 58 ]                  |
|      | Bảo thủ         |           | Tử tước Maugham                      | 23 tháng 3 năm 1958 (cha truyền con nối)  | 1958–1981 | [ 239 ]                 |
|      | Bảo thủ         |           | Lãnh chúa Boothby                    | 22 tháng 8 năm 1958                       | 1958–1986 | [ 55 ] [ 56 ] [ 57 ]    |
|      | Bảo thủ         |           | Bá tước Arran                        | 19 tháng 12 năm 1958 (cha truyền con nối) | 1958      | [ 240 ]                 |
|      | Lao động        |           | Lãnh chúa Dalton                     | 28 tháng 1 năm 1960                       | 1960–1962 | [ 59 ]                  |
|      | Bảo thủ         |           | Tử tước Boyd xứ Merton               | 21 tháng 9 năm 1960 (cha truyền con nối)  | 1960–1983 | [ 66 ] [ 67 ]           |
|      | Bảo thủ         |           | Tử tước Amory                        | 29 tháng 10 năm 1960 (cha truyền con nối) | 1960–1981 | [ 84 ] [ 241 ]          |
|      | Tự do           |           | Lãnh chúa Sackville                  | 8 tháng 5 năm 1962 (cha truyền con nối)   | 1962–1965 | [ 242 ] [ 243 ] [ 244 ] |
|      | Bảo thủ         |           | Bá tước xứ Sandwich                  | 15 tháng 6 năm 1962 (cha truyền con nối)  | 1962–1964 | [ 81 ]                  |
|      | Bảo thủ         |           | Tử tước Monsell                      | 21 tháng 3 năm 1969 (cha truyền con nối)  | 1969–1993 | [ 245 ]                 |
|      | Lao động        |           | Lãnh chúa Bradwell                   | 21 tháng 1 năm 1976                       | 1976      | [ 82 ]                  |
|      | Crossbencher    |           | Lãnh chúa Selwyn-LLoyd               | 8 tháng 3 năm 1976                        | 1976–1978 | [ 87 ] [ 88 ]           |
|      | Crossbencher    |           | Lãnh chúa Britten                    | 15 tháng 7 năm 1976                       | 1976      | [ 246 ]                 |
|      | Bảo thủ         |           | Bá tước xứ Avon                      | 14 tháng 1 năm 1977 (cha truyền con nối)  | 1977–1985 | [ 247 ]                 |
|      | Lao động        |           | Tử tước Tonypandy                    | 14 tháng 6 năm 1983 (cha truyền con nối)  | 1983-1997 | [ 60 ] [ 61 ]           |
|      | Bảo thủ         |           | Hầu tước Bristol                     | 10 tháng 3 năm 1985 (cha truyền con nối)  | 1985–1999 | [ 248 ]                 |
|      | Dân chủ Tự do   |           | Lãnh chúa Jenkins xứ Hillhead        | 12 tháng 5 năm 1987                       | 1987–2003 | [ 60 ] [ 61 ]           |
|      | Bảo thủ         |           | Lãnh chúa St John xứ Fawsley         | 19 tháng 10 năm 1987                      | 1987–2012 | [ 103 ]                 |
|      | Lao động        |           | Nữ Nam tước Hilton xứ Eggardon       | 14 tháng 6 năm 1991                       | 1991–nay  | [ 155 ]                 |
|      | Lao động        |           | Lãnh chúa Montague xứ Oxford         | 1 tháng 11 năm 1997                       | 1997–1999 | [ 249 ]                 |
|      | Lao động        |           | Lãnh chúa Alli                       | 18 tháng 7 năm 1998                       | 1998–nay  | [ 155 ]                 |
|      | Dân chủ Tự do   |           | Nữ Nam tước Barker                   | 31 tháng 7 năm 1999                       | 1999–nay  | [ 250 ] [ 251 ]         |
|      | Crossbencher    |           | Lãnh chúa Browne xứ Madingley        | 28 tháng 6 năm 2001                       | 2001–nay  | [ 252 ] [ 253 ]         |
|      | Lao động        |           | Lãnh chúa Adonis                     | 16 tháng 5 năm 2005                       | 2005–nay  | [ 254 ]                 |
|      | Lao động        |           | Lãnh chúa Smith xứ Finsbury          | 22 tháng 6 năm 2005                       | 2005–nay  | [ 255 ]                 |
|      | Lao động        |           | Lãnh chúa Mandelson                  | 13 tháng 10 năm 2008                      | 2008–nay  | [ 256 ]                 |
|      | Bảo thủ         |           | Lãnh chúa Black xứ Brentwood         | 9 tháng 7 năm 2010                        | 2010–nay  | [ 257 ] [ 258 ]         |
|      | Bảo thủ         |           | Nữ Nam tước Stedman-Scott            | 12 tháng 7 năm 2010                       | 2010–nay  | [ 259 ]                 |
|      | Lao động        |           | Lãnh chúa Collins xứ Highbury        | 20 tháng 1 năm 2011                       | 2011–nay  | [ 155 ]                 |
|      | Bảo thủ         |           | Lãnh chúa Glendonbrook               | 22 tháng 3 năm 2011                       | 2011–nay  | [ 155 ]                 |
|      | Bảo thủ         |           | Lãnh chúa Sherbourne                 | 12 tháng 9 năm 2013                       | 2013–nay  | [ 260 ]                 |
|      | Không đảng phái |           | Lãnh chúa Paddick                    | 12 tháng 9 năm 2013                       | 2013–nay  | [ 261 ]                 |
|      | Lao động        |           | Lãnh chúa Allen xứ Kensington        | 2 tháng 10 năm 2013                       | 2013–nay  | [ 262 ]                 |
|      | Dân chủ Tự do   |           | Lord Scriven                         | 19 tháng 9 năm 2014                       | 2014–nay  |                         |
|      | Lao động        |           | Lãnh chúa Cashman                    | 23 tháng 9 năm 2014                       | 2014–nay  | [ 263 ]                 |
|      | Bảo thủ         |           | Lãnh chúa Hayward                    | 28 tháng 9 năm 2015                       | 2015–nay  | [ 264 ]                 |
|      | Dân chủ Tự do   |           | Lãnh chúa Oates                      | 5 tháng 10 năm 2015                       | 2015–nay  | [ 155 ]                 |
|      | Bảo thủ         |           | Lãnh chúa Barker xứ Battle           | 12 tháng 10 năm 2015                      | 2015–nay  | [ 265 ]                 |
|      | Lao động        |           | Lãnh chúa Livermore                  | 21 tháng 10 năm 2015                      | 2015–nay  | [ 266 ]                 |
|      | Bảo thủ         |           | Lãnh chúa Duncan xứ Springbank       | 14 tháng 7 năm 2017                       | 2017–nay  | [ 267 ]                 |
|      | Bảo thủ         |           | Lãnh chúa Parkinson xứ Whitley Bay   | 9 tháng 10 năm 2019                       | 2019–nay  | [ 268 ]                 |
|      | Crossbencher    |           | Nữ Nam tước Hunt xứ Bethnal Green    | 16 tháng 10 năm 2019                      | 2019–nay  | [ 269 ]                 |
|      | Lao động        |           | Nữ Nam tước Wilcox xứ Newport        | 21 tháng 10 năm 2019                      | 2019–nay  | [ 270 ]                 |
|      | Bảo thủ         |           | Lãnh chúa Herbert xứ South Downs     | 1 tháng 9 năm 2020                        | 2020–nay  | [ 271 ]                 |
|      | Bảo thủ         |           | Lãnh chúa Moylan                     | 9 tháng 9 năm 2020                        | 2020–nay  | [ 272 ] [ 273 ]         |
|      | Crossbencher    |           | Lãnh chúa Etherton                   | 1 tháng 3 năm 2021                        | 2021–nay  | [ 274 ]                 |
|      | Bảo thủ         |           | Nữ Nam tước Davidson xứ Lundin Links | 20 tháng 7 năm 2021                       | 2021-nay  | [ 275 ]                 |
|      | Crossbencher    |           | Lãnh chúa Verdirame                  | 3 tháng 11 năm 2022                       | 2022–nay  | [ 276 ]                 |

## Quốc hội Scotland
| Đảng              | Đảng          | Chân dung | Tên             | Khu vực bầu cử                   | Nhiệm kỳ       | Lý do để rời                                                                      | Ghi chú |
| ----------------- | ------------- | --------- | --------------- | -------------------------------- | -------------- | --------------------------------------------------------------------------------- | ------- |
|                   | Xanh Scotland |           | Robin Harper    | Lothians                         | 1999–2011      | Không tranh cử                                                                    |         |
|                   | Bảo thủ       |           | David Mundell   | South of Scotland                | 1999–2005      | Từ chức để làm nghị sĩ cho khu vực bầu cử Dumfriesshire, Clydesdale and Tweeddale | [ 277 ] |
|                   | Dân chủ Tự do |           | Iain Smith      | North East Fife                  | 1999–2011      | Thất cử                                                                           | [ 278 ] |
|                   | Dân chủ Tự do |           | Margaret Smith  | Edinburgh West                   | 1999–2011      | Thất cử                                                                           | [ 279 ] |
|                   | Xanh Scotland |           | Patrick Harvie  | Glasgow                          | 2003–nay       | Đương chức                                                                        | [ 280 ] |
|                   | SNP           |           | Joe FitzPatrick | Dundee City West                 | 2007–nay       | Đương chức                                                                        | [ 281 ] |
|                   | SNP           |           | Marco Biagi     | Edinburgh Central                | 2011–2016      | Không tranh cử                                                                    | [ 282 ] |
|                   | Bảo thủ       |           | Ruth Davidson   | Glasgow                          | 2011–2016      | Không tranh cử                                                                    | [ 283 ] |
| Edinburgh Central | Bảo thủ       | 2016–2021 | Ruth Davidson   |                                  |                | Không tranh cử                                                                    | [ 283 ] |
|                   | Lao động      |           | Kezia Dugdale   | Lothian                          | 2011–2019      | Từ chức                                                                           | [ 284 ] |
|                   | SNP           |           | Jim Eadie       | Edinburgh Southern               | 2011–2016      | Thất cử                                                                           | [ 285 ] |
|                   | SNP           |           | Derek Mackay    | Renfrewshire North and West      | 2011–2019      | Bị đình chỉ khỏi SNP, trở thành người không đảng phái                             | [ 286 ] |
|                   | Độc lập       | 2019–2021 | Derek Mackay    | Renfrewshire North and West      | Không tranh cử |                                                                                   | [ 286 ] |
|                   | SNP           |           | Kevin Stewart   | Aberdeen Central                 | 2011–nay       | Đương chức                                                                        | [ 287 ] |
|                   | SNP           |           | Jeane Freeman   | Carrick, Cumnock and Doon Valley | 2016–2021      | Không tranh cử                                                                    | [ 285 ] |
|                   | SNP           |           | Jenny Gilruth   | Mid Fife and Glenrothes          | 2016–nay       | Đương chức                                                                        | [ 284 ] |
|                   | Bảo thủ       |           | Jamie Greene    | West Scotland                    | 2016–nay       | Đương chức                                                                        | [ 288 ] |
|                   | Xanh Scotland |           | Ross Greer      | West Scotland                    | 2016–nay       | Đương chức                                                                        | [ 289 ] |
|                   | Bảo thủ       |           | Ross Thomson    | North East Scotland              | 2016–2017      | Từ chức để trở thành Nghị sĩ Quốc hội cho khu vực bầu cử Aberdeen South           | [ 290 ] |
|                   | Bảo thủ       |           | Annie Wells     | Glasgow                          | 2016–nay       | Đương chức                                                                        | [ 291 ] |
|                   | Lao động      |           | Paul O'Kane     | West Scotland                    | 2021–nay       | Đương chức                                                                        | [ 292 ] |
|                   | SNP           |           | Emma Roddick    | Highlands and Islands            | 2021–nay       | Đương chức                                                                        | [ 293 ] |
|                   | Xanh Scotland |           | Lorna Slater    | Lothian                          | 2021–nay       | Đương chức                                                                        |         |
|                   | Bảo thủ       |           | Tess White      | North East Scotland              | 2021–nay       | Đương chức                                                                        | [ 294 ] |

## Quốc hội xứ Wales
| Đảng | Đảng        | Chân dung | Tên            | Khu vực bầu cử              | Nhiệm kỳ  | Lý do để rời   | Ghi chú |
| ---- | ----------- | --------- | -------------- | --------------------------- | --------- | -------------- | ------- |
|      | Lao động    |           | Ron Davies     | Caerphilly                  | 1999–2003 | Không tranh cử | [ 124 ] |
|      | Lao động    |           | Hannah Blythyn | Delyn                       | 2016–nay  | Đương chức     | [ 295 ] |
|      | Lao động    |           | Jeremy Miles   | Neath                       | 2016–nay  | Đương chức     | [ 295 ] |
|      | Plaid Cymru |           | Adam Price     | Carmarthen East and Dinefwr | 2016–nay  | Đương chức     | [ 295 ] |

## Hội đồng Bắc Ireland
| Đảng | Đảng      | Chân dung | Tên           | Khu vực bầu cử | Nhiệm kỳ | Lý do để rời | Ghi chú |
| ---- | --------- | --------- | ------------- | -------------- | -------- | ------------ | ------- |
|      | Liên minh |           | John Blair    | South Antrim   | 2018–nay | Đương chức   | [ 296 ] |
|      | Liên minh |           | Andrew Muir   | North Down     | 2019–nay | Đương chức   | [ 297 ] |
|      | Liên minh |           | Eóin Tennyson | Upper Bann     | 2022–nay | Đương chức   | [ 298 ] |

## Nghị viện châu Âu
| Đảng   | Đảng                                               | Chân dung | Tên                 | Khu vực bầu cử                     | Nhiệm kỳ                                                     | Lý do để rời                                                      | Ghi chú         |
| ------ | -------------------------------------------------- | --------- | ------------------- | ---------------------------------- | ------------------------------------------------------------ | ----------------------------------------------------------------- | --------------- |
|        | Bảo thủ                                            |           | Tom Spencer         | Derbyshire                         | 1979–1984                                                    | Thất cử                                                           | [ 299 ] [ 300 ] |
| Surrey | Bảo thủ                                            | 1989–1999 | Tom Spencer         | Nghỉ hưu                           |                                                              |                                                                   | [ 299 ] [ 300 ] |
|        | Lao động                                           |           | Alan Donnelly       | Tyne and Wear & North East England | 1989–1999                                                    | Từ chức                                                           | [ 301 ]         |
|        | Bảo thủ                                            |           | John Bowis          | London                             | 1999–2009                                                    | Không tranh cử                                                    | [ 134 ]         |
|        | Lao động                                           |           | Michael Cashman     | West Midlands                      | 1999–2014                                                    | Không tranh cử                                                    | [ 302 ]         |
|        | SNP                                                |           | Alyn Smith          | Scotland                           | 2004–2019                                                    | Từ chức để trở thành Nghị sĩ Quốc hội cho khu vực bầu cử Stirling | [ 303 ]         |
|        | UKIP                                               |           | Nikki Sinclaire     | West Midlands                      | 2009–2010                                                    | Từ chức tại UKIP                                                  | [ 304 ]         |
|        | Độc lập                                            | 2010–2012 | Nikki Sinclaire     | West Midlands                      | Thành lập Chúng tôi yêu cầu một cuộc trưng cầu dân ý bây giờ |                                                                   | [ 304 ]         |
|        | Chúng tôi yêu cầu một cuộc trưng cầu dân ý bây giờ | 2012–2014 | Nikki Sinclaire     | West Midlands                      | Thất cử                                                      |                                                                   | [ 304 ]         |
|        | UKIP                                               |           | David Coburn        | Scotland                           | 2014–2019                                                    | Tham gia Đảng Brexit                                              | [ 305 ]         |
|        | Đảng Brexit                                        | 2019      | David Coburn        | Scotland                           | Không tranh cử                                               |                                                                   | [ 305 ]         |
|        | Lao động                                           |           | Seb Dance           | London                             | 2014–2020                                                    | Bãi bỏ                                                            | [ 306 ]         |
|        | Bảo thủ                                            |           | Ian Duncan          | Scotland                           | 2014–2017                                                    | Từ chức để gia nhập Viện Quý tộc                                  | [ 267 ]         |
|        | Đảng Brexit                                        |           | Louis Stedman-Bryce | Scotland                           | 2019                                                         | Từ chức khỏi Đảng Brexit                                          | [ 11 ] [ 307 ]  |
|        | Độc lập                                            | 2019-2020 | Louis Stedman-Bryce | Scotland                           | Bãi bỏ                                                       |                                                                   |                 |
|        | Đảng Brexit                                        |           | David Bull          | North West England                 | 2019–2020                                                    | Bãi bỏ                                                            | [ 308 ]         |

## Hội đồng Luân Đôn
| Đảng | Đảng                    | Chân dung | Tên              | Khu vực bầu cử         | Nhiệm kỳ  | Lý do để rời      | Ghi chú |
| ---- | ----------------------- | --------- | ---------------- | ---------------------- | --------- | ----------------- | ------- |
|      | Bảo thủ                 |           | Eric Ollerenshaw | Toàn London            | 2000–2004 | Thất cử           |         |
|      | Bảo thủ                 |           | Richard Barnes   | Ealing and Hillingdon  | 2000–2012 | Thất cử           | [ 309 ] |
|      | Bảo thủ                 |           | Brian Coleman    | Barnet and Camden      | 2000–2012 | Thất cử           | [ 310 ] |
|      | Bảo thủ                 |           | Roger Evans      | Havering and Redbridge | 2000–2016 | Không tranh cử    | [ 42 ]  |
|      | Xanh                    |           | Darren Johnson   | Toàn Luân Đôn          | 2000–2016 | Không tranh cử    | [ 311 ] |
|      | Bảo thủ                 |           | Andrew Boff      | Toàn Luân Đôn          | 2008–nay  | Đương chức        | [ 312 ] |
|      | Lao động                |           | Tom Copley       | Toàn Luân Đôn          | 2012–2020 | Từ chức           | [ 313 ] |
|      | UKIP                    |           | Peter Whittle    | Toàn Luân Đôn          | 2016–2018 | Từ chức khỏi UKIP | [ 314 ] |
|      | Độc lập                 | 2018–2021 | Peter Whittle    | Toàn Luân Đôn          | Từ chức   |                   | [ 314 ] |
|      | Bảo thủ                 |           | Emma Best        | Toàn Luân Đôn          | 2021–nay  | Đương chức        | [ 315 ] |
|      | Bảo thủ                 |           | Nicholas Rogers  | South West             | 2021–nay  | Đương chức        | [ 316 ] |
|      | Xanh                    |           | Zack Polanski    | Toàn Luân Đôn          | 2021–nay  | Đương chức        | [ 317 ] |
|      | Xanh                    |           | Zoë Garbett      | Toàn London            | 2024–nay  | Đương chức        |         |
|      | Cải cách Vương quốc Anh |           | Alex Wilson      | Toàn London            | 2024–nay  | Đương chức        |         |

## Sở Cảnh sát và Tội phạm
| Đảng | Đảng                | Chân dung | Tên          | Khu vực bầu cử | Nhiệm kỳ  | Lý do để rời | Ghi chú         |
| ---- | ------------------- | --------- | ------------ | -------------- | --------- | ------------ | --------------- |
|      | Lao động Hợp tác xã |           | Olly Martins | Bedfordshire   | 2012–2016 | Thất cử      | [ 318 ]         |
|      | Bảo thủ             |           | David Munro  | Surrey         | 2016–2021 | Thất cử      | [ 319 ] [ 320 ] |

## Địa phương
| Đảng | Đảng                | Chân dung | Tên              | Khu vực                   | Nhiệm kỳ  | Lý do để rời                                                    | Ghi chú |
| ---- | ------------------- | --------- | ---------------- | ------------------------- | --------- | --------------------------------------------------------------- | ------- |
|      | Mayor 4 Stoke       |           | Mike Wolfe       | Thị trưởng Stoke-on-Trent | 2002–2005 | Thất cử                                                         | [ 321 ] |
|      | Lao động            |           | Mark Meredith    | Thị trưởng Stoke-on-Trent | 2005–2009 | Bãi bỏ                                                          | [ 322 ] |
|      | Lao động            |           | Paul Dennett     | Thị trưởng Salford        | 2016–nay  | Đương chức                                                      | [ 323 ] |
|      | Lao động Hợp tác xã |           | Philip Glanville | Thị trưởng Hackney        | 2016–2023 | Bị khai trừ khỏi Đảng Lao động, trở thành một đảng viên độc lập | [ 324 ] |
|      | Độc lập             | 2023      | Philip Glanville | Thị trưởng Hackney        | Từ chức   |                                                                 | [ 324 ] |
|      | Bảo thủ             |           | Andy Street      | Thị trưởng West Midlands  | 2017–nay  | Thất cử                                                         | [ 325 ] |
|      | Lao động            |           | Damien Egan      | Thị trưởng Lewisham       | 2018–2024 | Từ chức để tranh cử trong bầu cử phụ Kingswood 2024             | [ 326 ] |